# Réserve d'État de la forêt de Khosrov
La réserve d'État de la forêt de Khosrov (en arménien : Խոսրովի անտառ արգելոց) est une réserve naturelle située dans le marz d'Ararat, dans le sud-ouest de l'Arménie, au sud-est d'Erevan. La réserve naturelle a été officiellement créée en 1958. Elle couvre au total une superficie de 292 km2.
Divers sites historiques sont situés au sein de la réserve, comme Garni, Havuts Tar ou Aghjots Vank.